# Rolling Band
Rolling Band es una banda de rock venezolana formada en la ciudad de Caracas en septiembre de 1997 por Frank Fiore Geant (bajo, dirección y voz) y que tiene como finalidad mantener vivos esos bellos momentos de las décadas de los 60s, 70s, y 80s. 

## Historia
En septiembre de 1997, Frank Fiore Geant forma la agrupación Rolling Band, interpretando temas de la década de los 60s, 70s y 80s. 
Para ese tiempo conformada por Luis 'Cotufa' Rincones como guitarrista y coro, Francesco 'Chicho' Tedesco en la batería y coro y el exvocalista del grupo SYMA Robert Valerio Voz principal quien luego de 1 año de presentaciones y conciertos fallece a raíz de un accidente, 2 meses después de esta lamentable pérdida ingresa un nuevo cantante Ruben Dario Pérez, quedando la misma configuración en la batería, guitarra y bajo,  luego de la salida de Ruben Dario por motivo de trabajo, entran a la banda músicos de mucha calidad en distintas formaciones tales como: Lesbia Tesorero (vocalista), Wu Yin Hong (cuitarrista y coros), Rafael Ramírez (baterista), Edwin Canchica (guitarrista y coros), Jesus Franco (Baterista)Richard Rodríguez(voz) y Alberto Mastronardi Baterista) quienes lograron hacer un equipo de trabajo durante varios años... Luego de esta experiencia tuvo presentaciones importantes en el país visitando muchas ciudades en todo el territorio nacional acompañando artistas de gran trayectoria como fueron Pecos Kanvas, Trino Mora, Ivo, Henry Stephen, Oscar Santana, Wladimir Lozano y el Grupo Gaviota bajo los arreglos y dirección de Frank Fiore... Luego de 10 años en la agrupación abandona la banda Richard Rodríguez dejando la agrupación a trío quedando en ese entonces conformada por Frank Fiore bajo y voz, Yako Paezen la guitarra y voz y Raul Hernández en la batería. Rolling Band editó en el año 2010 su primer videoclip dirigido por Oscar López, titulado Como deseo ser Tu Amor original de Carlos Baeza e interpretado por su director Frank Fiore con un estilo único y emotivo, este video pueden disfrutarlo en los enlaces externos abajo colocados...
En el año 2012 sale de Rollig Band Yako Paez. De esta manera comienza una nueva etapa musical. Regresa el vocalista Ruben Dario Pérez y en la guitarra Jose Alexis Chauran...Sin duda alguna una banda que a pesar de muchos cambios en su trayectoria pero manteniendo la esencia de su director Frank Fiore quien ha sido una referencia en la ejecución de la música de los años dorados y por tal desempeño han sido reconocidos como la mejor banda exponente del género de música de los años 60 por El Universo del Espectáculo (2008), El Mara de Oro Internacional en el año (2009), El Lusitano de oro (2010), El Tamanaco de Oro (2011)El Universo del Espectáculo (2012) como Banda Show del Año y Mara de Platino Internacional(2012) como Banda Pionera de la Música de los 60s,70s y 80s, Estrellas de Venezuela (2012), El Universo del Espectáculo (2012)... Además de contribuir arduamente colaborando con Fundaciones de ayuda donando las producciones discográficas a Instituciones como:
- Fundacardin...Caracas
- Fundación Pies Descalzos (Margarita - Edo. Nueva Esparta)
- Fundaseno "Mi grupo de apoyo". Su objetivo principal es concienciar sobre el cáncer de mama. Su sede principal se encuentra en la ciudad de Caracas.
- FundaHogar...Caracas

para el año 2015 Su configuración actual es Frank Fiore Bajo, Voz y Dirección, Ruben Dario Pérez Voz Líder y en la batería Luis (coco) Moreno y Guitarra Jose Alexis(cheo) Chauran.
Ya ROLLING BAND en el 2016 quedan conformados como Trio: Frank Fiore Dirección, bajo y voz principal, Luis (coco) Moreno Batería y coro, y Jose Alexis Chauran Guitarra y voz. en el mes de septiembre de 2016, sale por causas mayores Luis Coco Moreno, quedando a Dúo, Frank Fiore Bajo Dirección y voz principal y Jose Chauran Guitarra y voz, se mantienen unidos utilizando una batería grabada en vivo por el mismo Luis Moreno antes de salir de Rolling Band. Como relevante de la trayectoria de Frank Fiore en enero de 2017 es nombrado director general de Una de las Primeras y Pionera Emisora Radia del País (Venezuela)como era conocida "Circuito Radio Difusora Venezuela 790 AM" hoy Circuito Radio Venezuela 790 AM Stereo Digital, dura tan solo 3 meses y por motivo de salud (un tumor estomacal) deja el cargo. cumpliendo así otra experiencia  en su vida Artística

## Trayectoria y Giras
Rolling Band ha alternado con grandes artistas y agrupaciones, tales como:
Los Ángeles  Negros, Pecos Kanvas, Trino Mora, Edgar Alexander, Los Terrícolas de Venezuela,  El Sonero Clásico del Caribe, Henry  Stephen, Los  Impalas, Los 007, Carlos Morean y Los Darts, Los Tres Tristes Tigres, La Orquesta Billos Caracas Boy's,, La Dimensión Latina, Meloddy Gaita, La Orquesta de Los Artistas, La Rondalla Venezolana, Mirtha Pérez, Los Satélites, Las Vibraciones, Los Hermanos Rodríguez,   Hildemaro Francisco Pacheco Un Solo Pueblo, Pastor López, Sexteto Juventud, Oswaldo Morales, Neyda Perdomo, Grupo Gaviota, Wladimir Lozano, Carmina, Lis, Omar Enrique, Wilfredo Vargas, Los Corraleros de Majagul, Guaco, Roberto Antonio, Mirna Ríos, Roque Valero, Calle Ciega, Caramelo de Cianuro, Ricardo De Castro, Cerbatana, A punto 5, Venezuela Caña y Miel, Colina, El Combo Antillano, Tambor Urbano, Salserin, Manuel Guerra, Melany Ruiz, Charly Frometa, Mauricio Silva, Andrea Brat, Mary Francis Fiore, Diviana, entre otros. 
Como banda ha acompañado Artistas como:
- Pecos Kanvas +
- Trino Mora
- Ivo
- Grupo Gaviota
- Henry Stephen
- Oscar Santana
- Wladimir Lozano
- Rudy Marquez
- Joseito Romero

Ciudades Visitadas:
Caracas, Bocono, Viscucuy, Barinas, El Tigre, Anaco, Pto. Ordaz, Barcelona, Pto. La Cruz, Cumana, Ciudad Bolívar, Barquisimeto, Guanare, Guarenas, Guatire, Litoral Central, Mérida, Bachaquero, Maracaibo, San Cristóbal, Araira, Los Teques, San Antonio, Río Chico, Cagua, Ciudad Ojeda, Carora, Margarita, Sabaneta de Barinas, Guasdualito, Barinas, Maracay, La Victoria, Trujillo, Tinaquillo, Pto. Cabello, Higuerote, El Vigía, Maracay, Valencia, Chivacoa, San Antonio del Táchira, San Juan de Los Morros, Charallave, Tacata, San Carlos, Macuto y Yaritagua. Borojo, San Felipe
Ferias en la que ha participado:
Barquisimeto, Guanare, San Sebastián en San Cristóbal, del Sol en Mérida, Sabaneta de Barinas, San Tome, Boca de Uchire, San Antonio del Táchira y San José de Guanipa El Tigre.
Países visitado: 
Bonaire, Curazao, Colombia

## Discografía
- Rolling Band Más que un recuerdo
- Rolling Band Tus Mejores Recuerdos
- Rolling Band La Gran Fiesta
- Rolling Band y sus Amigos
- Trino Mora y La Rolling Band Navidad Entre Amigos
- Rolling Band y sus Amigos Vol.2
- Rolling Band y sus Amigos Vol.3

## Premios
- 2008: Ganadores del Universo del Espectáculo
- 2009: Mara de Oro Internacional[1]
- 2010: Premio Lusitano de Oro por ser considerados como los Mejores Intérpretes de la Música de Los 60s, 70s y 80s
- 2011: Premio Un oasis musical por trayectoria y aporte a nuestra música a Frank Fiore y su trabajo constante y entregado al frente de la Rolling Band...
- 2011: Tamanaco de oro por trayectoria musical
- 2011: Ganadores del Universo del Espectáculo
- 2012: Mara de Platino Internacional como Banda Pionera de la Música de los 60s,70s y 80s
- 2012: Estrella de Venezuela mención Platino
- 2013: Ganadores del Universo del Espectáculo
- 2014: Estrella de Venezuela mención Mejores Exponentes de la Música de los 60s,70s y 80s